# Heute Abend wollen wir tanzen geh’n
Heute Abend wollen wir tanzen geh’n war der deutsche Beitrag zum Eurovision Song Contest 1959, der in deutscher Sprache von Alice & Ellen Kessler, auch bekannt als Kessler-Zwillinge, aufgeführt wurde.

## Entstehung und Inhalt
Heute Abend wollen wir tanzen geh’n wurde von Helmut Zander geschrieben, der Text stammt von Astrid Voltmann. Das Lied ist eine mäßig schnelle Nummer, wobei die Sängerinnen einem Jungen vorschlagen, dass sie alle „ohne Pause bis morgen früh“ tanzen gehen.

## Grand Prix
Der Song wurde am Abend des Grand Prix an sechster Stelle aufgeführt (nach Teddy Scholten aus den Niederlanden mit Een beetje und vor Brita Borg aus Schweden mit Augustin). Dirigent war Franck Pourcel. Am Ende der Abstimmung hatte das Lied fünf Punkte erhalten und belegte den achten Platz von elf Teilnehmern. 